# Манси
Мансите (наричани в миналото вогули) са угърски народ, обитаващ Ханти-Мансийски автономен окръг – Югра (Тюменска област) в Русия. Говорят мансийски език, част от уралското езиково семейство, но вследствие асимилацията на руснаците, в днешно време 60% от тях използват руски в ежедневието. В окръга, хантийският и мансийският езици имат официален статут наред с руския.
Към 2010 г. населението на мансите възлиза на около 12 500 души.

## История
Предците на мансите населяват областите на запад от Урал. Находки от техните поселения са открити в околността на град Перм.
През първото хилядолетие пр.н.е. мигрират в Западен Сибир, където се асимилират с местните жители. Според други изследвания, те произлизат от южните части на Уралската степ и се придвижват до днешното им местоположение около 500 г. от н.е.
Мансите поддържат контакт с руската държава поне от 16 век, когато по-голямата част от Западен Сибир попада под руски контрол благодарение на Ермак Тимофеевич. Поради по-големият им досег с руската и после съветската власт, те като цяло са по-асимилирани в сравнение със северните си съседи, хантите. През 18 век започват приемат християнството.
Основният поминък на мансите са ловът, риболовът, еленовъдството и земеделието. Живеят във вид палатки, наречени чум.